# SOS рапани
„SOS рапани“ е български игрален филм на режисьора Любомир Обретенов.

## Състав
Не е налична информация за актьорския състав.